# Adad-nerari Ier

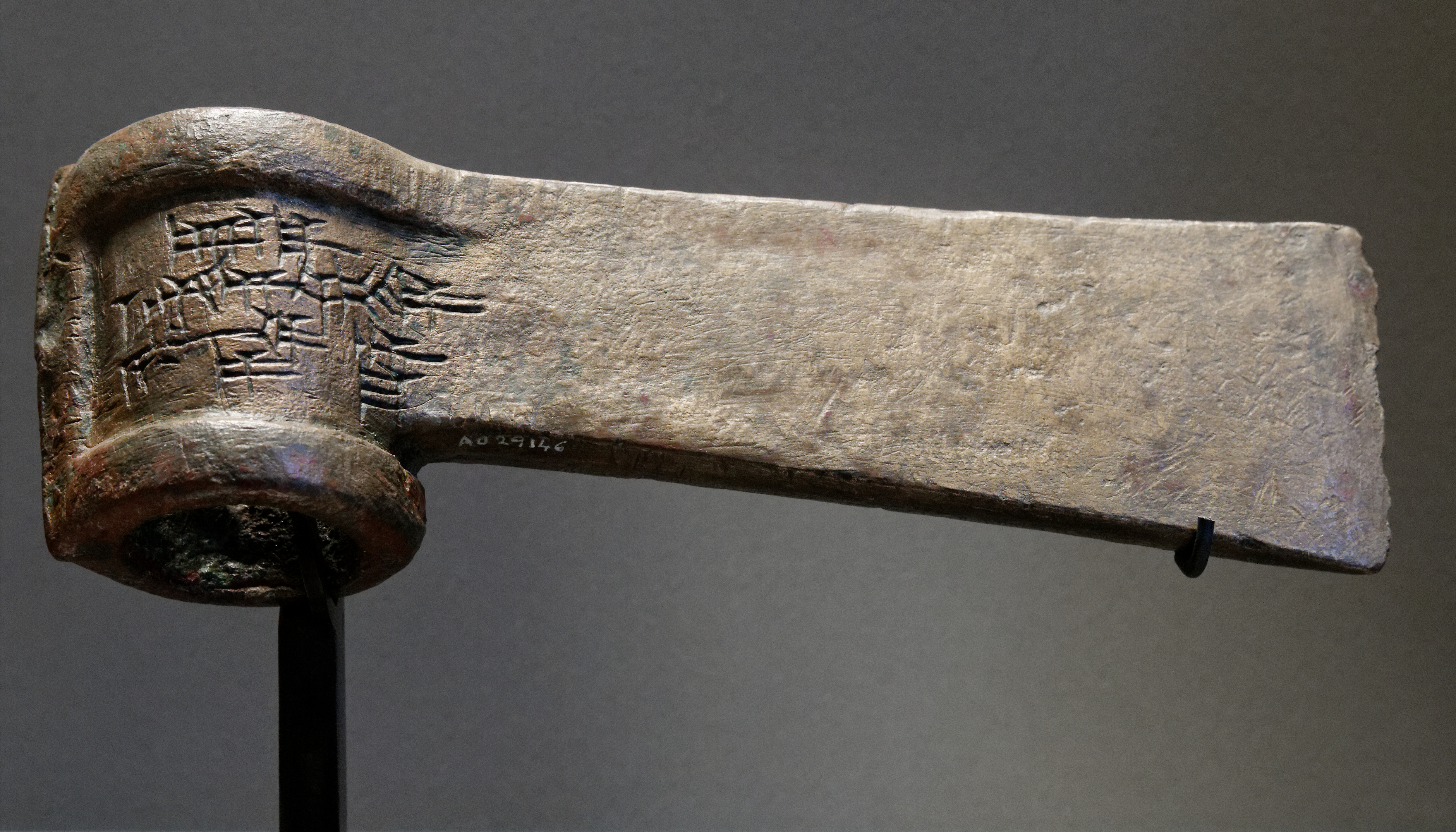
Hache inscrite au nom d'Adad-Nirâri Ier, musée du Louvre

Adad-Nirâri Ier ou Adad-Nerari, roi d'Assyrie de 1308 à 1275 ou 1295 à 1264 (Amélie Kuhrt).
Après un affaiblissement relatif sous les règnes d'Enlil-nerari et d'Arik-den-ili, l'Assyrie reprend son expansion sous le règne d'Adad-Nirâri Ier. Il conduit son armée sur les deux fronts principaux, où reviennent après lui la plupart des rois médio-assyriens : à l'Ouest, dans la région du Hanigalbat, et au sud, face à Babylone. Le Hanigalbat est le successeur chétif de l'ancien royaume du Mitanni. Les Assyriens disputent sa tutelle aux Hittites.
Lors de son règne, l'Assyrie a commencé à jouer un grand rôle dans l'histoire de la Mésopotamie. Adad-Nirâri Ier poursuit les conquêtes territoriales commencées par ses prédécesseurs et il enlève au Mitanni les pays du Tigre et du Khābūr (ou Habur, actuelle Haut Djézireh) en se proclamant « empereur de l'univers » (sharru rabû). Il agrandit l'Empire au Nord, jusqu'à Mardin. Il conquiert une partie de la Babylonie et surtout repousse les invasions kassites et les hordes Goutis (ou Gutis).
Il est le plus ancien roi d'Assyrie dont les annales nous soient parvenues dans le détail. Elles nous indiquent qu'il a vaincu le roi kassite de Babylone, Nazimarrutash II (1324-1298), à la bataille de Kar-Ishtar et également battu l'empereur du Mitanni Shattuara Ier (v.1320-v.1300) et son fils Wasashatta (ou Wasasatta v.1300-v.1280). Ceux-ci privé du soutien hittite, subissent une défaite totale, tout le royaume du Hanigalbat étant ravagé par les troupes assyriennes.
Le Texte raconte comment Adad-Nirâri Ier enlève au Mitanni les pays du Tigre et du Khābūr et au début « comment le Roi Shattuara Ier se rebella et commit des actes d’hostilité contre lui. » Adad-Nirâri Ier dit avoir capturé, Shattuara Ier et l’avoir amené à Assur, où il lui aurait fait prêter allégeance. Puis il l'aurait autorisé à retourner au Mitanni, contre un tribut qu'il devrait verser régulièrement. Profitant des conflits opposant ces derniers à l'Égypte (c'est alors que se produit la célèbre bataille de Qadesh), Adad-nerari attaque le roi hittite de Karkemish. Ces victoires ont conduit à intégrer toute la Mésopotamie sous son hégémonie. À l'Est, il a réussi à défendre son royaume contre des tribus montagnardes.
À part la bataille avec Nazimarrutash II, les conflits d'Adad-Nirâri Ier avec Babylone restent de faible intensité. Les Assyriens s'emparent néanmoins de la vallée de la Diyala, et raffermissent ainsi leurs positions en Mésopotamie centrale, face au royaume babylonien. Adad-Nirâri Ier  a un enfant, Salmanazar Ier, qui lui succède.